# 투닷츠
투닷츠(영어: TwoDots)는 Playdots, Inc.에서 개발하고 배포한 퍼즐 장르의 모바일 게임이다. 모바일 게임 닷츠(Dots)의 후속작으로 iOS에서는 2014년 5월 29일에 출시되었고 안드로이드에서는 2014년 11월 12일에 출시되었다.

## 게임 방식
투닷츠는 다수의 레벨을 포함하는 다수의 월드로 구성된 퍼즐 게임이다. 처음 게임을 시작하면 레벨 1이 언락 되어있고, 레벨 1을 클리어 하면 레벨 2가 언락되는 방식으로 각 레벨들을 순차적으로 클리어해야 한다. 각 레벨을 클리어하기 위해서는 각 레벨의 목표를 달성해야 하며 월드와 레벨에 따라서 다양한 유형의 목표들이 제시된다. 월드와 레벨은 지속적으로 업데이트 때마다 추가되고 있다. (20년 10월 1일 업데이트된 6.7.0 버전에서 3000 레벨까지 추가되었다.)
각 레벨은 기본적으로 다양한 색의 점들로 이루어져 있으며 닻, 얼음, 블럭, 몬스터 등의 추가 요소들은 레벨과 월드에 따라 다르게 나타난다. 기본적인 게임 방식은 이전작인 닷츠(Dots)와 마찬가지로 상하 혹은 좌우에 있는 같은 색의 점들을 최소 두 개 이상 연결시켜 선을 그려서 그 위에 있는 점들을 없애는 방식이며, 같은 방식으로 닫혀있는 사각형을 그리게 되면 해당 색상의 모든 점들을 없앨 수 있다. 점들이 없어지면 없어진 점 위에 있던 점들이 밑으로 떨어지며 새로운 점들이 생겨난다. 한번 선을 그려서 점들을 없애면 무브 1이 소모되며, 한정된 무브 수 안에서 정해진 목표를 달성하면서 가장 높은 점수를 얻는 것이 플레이어의 목적이 된다. 레벨에 한 번 도전할 때마다 생명치가 1개씩 소비되며 20분이 지나면 1개 충전된다. 플레이어는 생명치를 최대 5개까지 보유할 수 있다.

## 평가
투닷츠는 전반적으로 긍정적인 평가를 받았다. 직관적이고 심플한 게임 방식과 퍼즐 디자인, 유려한 그래픽 디자인, 훌륭한 사운드 디자인, 그리고 이 모든 요소들의 미적인 조화라는 측면에서 좋은 평가를 받았지만 레벨 디자인과 난이도 조절에서 일관성이 부족하며 특히 생명치 시스템 등에서 비판을 받기도 한다.